# Церква Богородиці Стобрамської

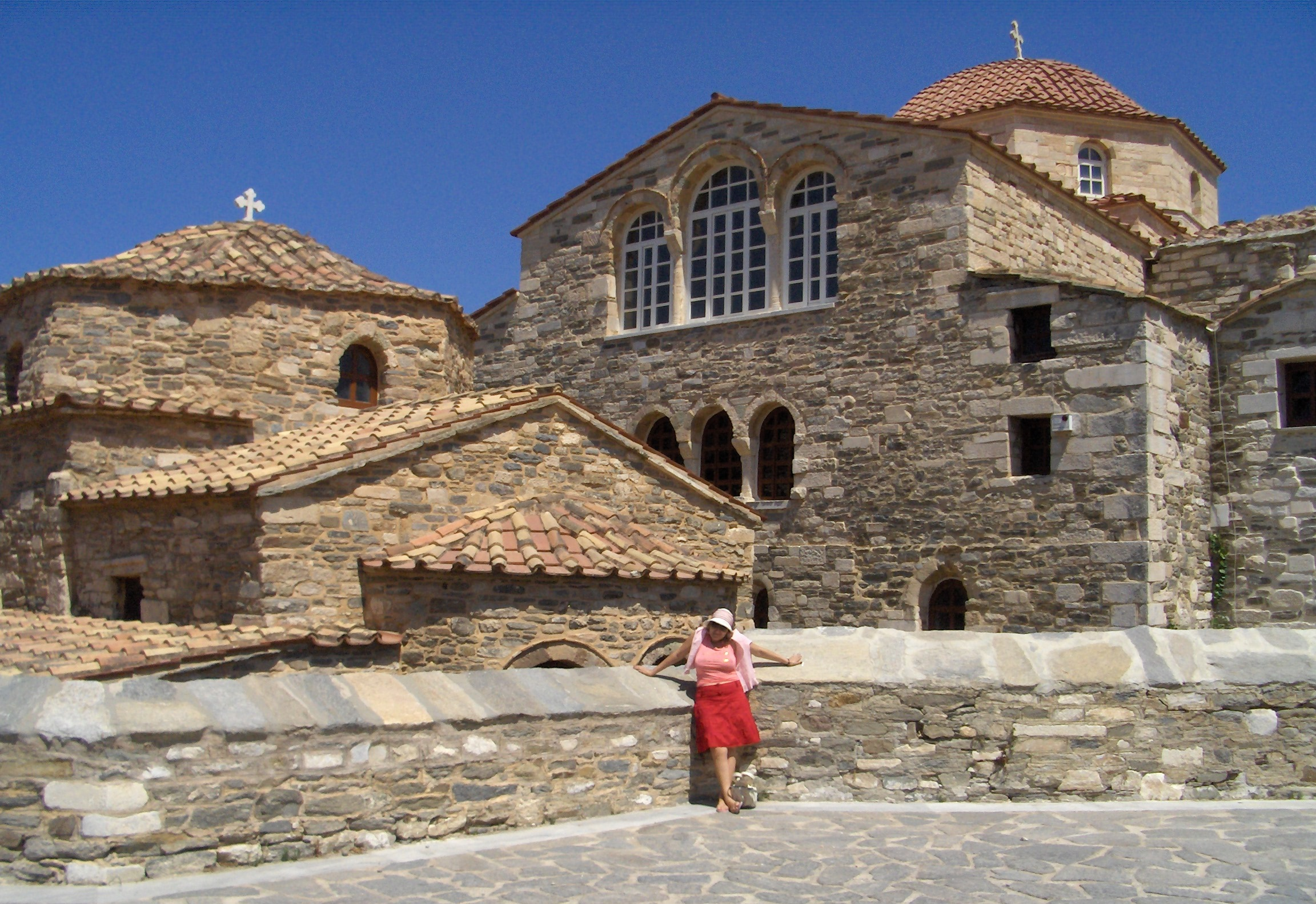
Церква з жінкою попереду для порівняння масштабу.

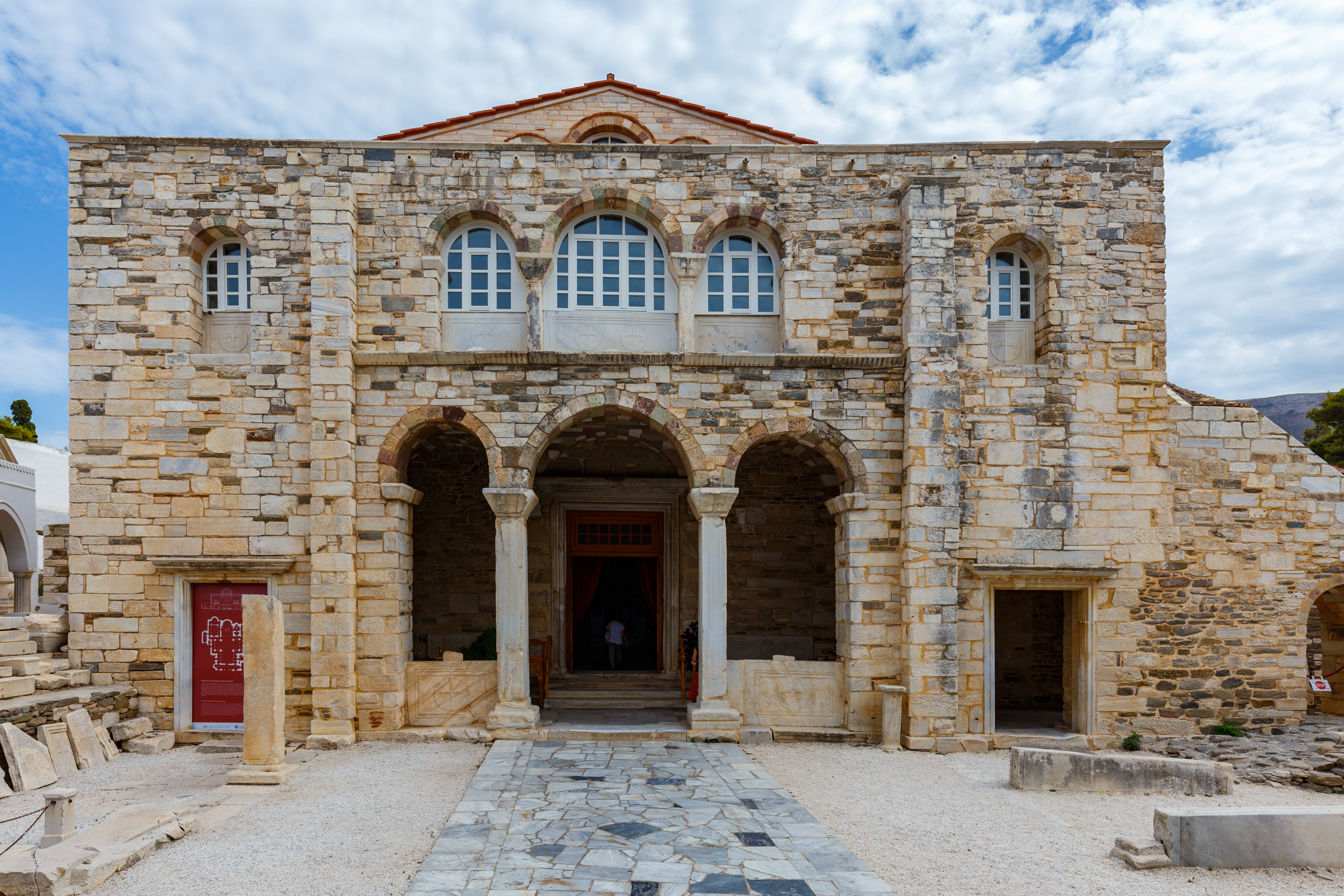
Фасад

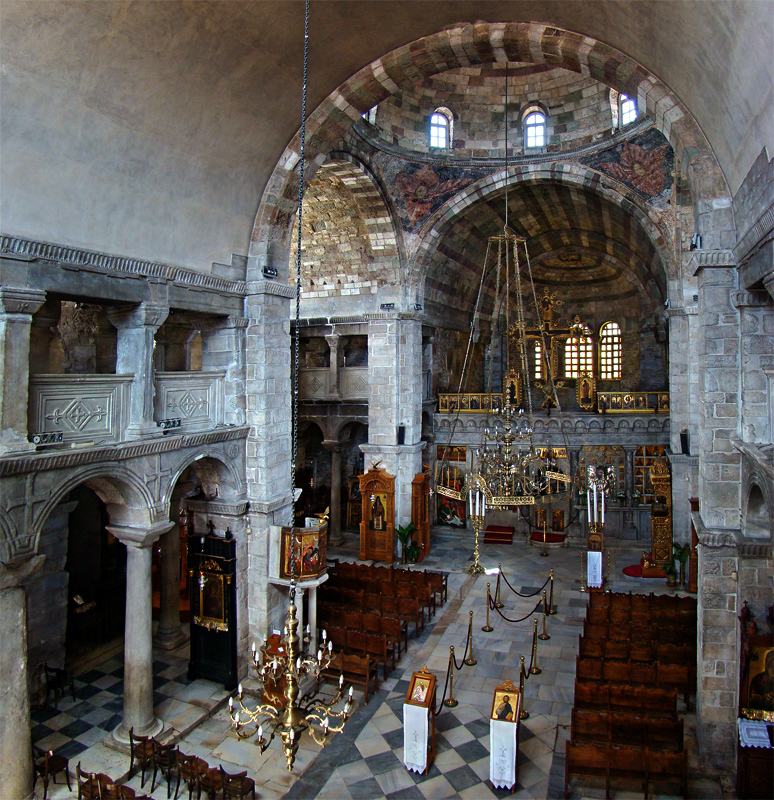
Інтер'єр

Церква Панагії стобрамської (Παναγία η Εκατονταπυλιανή, Екатонтапіліані) — ранньовізантійський храмовий комплекс (церква з двома придіами і баптистерієм) на острові Парос, у місті Парикія. Збудований за Юстиніана на місці античного гімнасія, зверненого в IV столітті до церкви. Являє собою, таким чином, найдавніший християнський храм на території Греції. 726 року тут провели останню службу моряки візантійського флоту. Вони виступили проти візантійського імператора Лева Ісавра за те, що він скасував поклоніння іконам і став вилучати їх з церков. Флот, на чолі з воєначальником Агалліаносом Контоскелесом та командиром флоту Кікладських островів Степаном – вирушив на штурм столиці Візантії Константинополя, де вони вступили у нерівний бій із флотом Лева III, який спалив їхні кораблі грецьким вогнем. У XVIII столітті постраждав від землетрусу.
До «стобрамного храму» православні прочани заїжджають, як правило, на шляху до богородичної святині Панагія Євангелістрія, розташованої на сусідньому острові Тінос.